# Єзерецьке озеро
Єзерецьке озеро, або Єзерецьке болото (колишнє Сатулмуш) — це озеро, розташоване в Приморській Добруджі, Болгарія . 
Розташоване в 1 км на схід-південний схід від села Єзерець і в 4 км на північний схід від міста Шабла. 
Озеро має форму розтягнутої латинської букви "S" з північного заходу на південний схід, її довжина 2,1 км, а максимальна ширина на південному сході досягає 0,3 км. Його площа становить 0,7 - 0,72 км 2, максимальна глибина 9 м, обсяг 2,5 млн. м3. Вузька піщана смуга довжиною 120 метрів відокремлює її від Чорного моря. 
Її південно-східний кінець з'єднаний з озером Шабла каналом довжиною близько 200 метрів.  В основному воно живиться джерельною водою, тому її вода  прісна.  Під час сильних проливних дощів у Эзерецьку долину надходить велика кількість води, і рівень озера  піднімається. 
Його води використовуються для поливу.  Важливе місце риболовлі.

## Докладніше
- Аркуш карти K-35-22. Масштаб: 1 : 100 000.